# Tant que je vivrai
Pour plus de détails, voir Fiche technique et Distribution.
Tant que je vivrai est un film français, réalisé par Jacques de Baroncelli, sorti en 1946.

## Fiche technique
- Réalisation : Jacques de Baroncelli
- Scénario : Jacques Companéez, Pierre Brive, Solange Térac, Alex Joffé ; dialogue : Marc-Gilbert Sauvajon
- Chef-opérateur : Christian Matras
- Décors : Guy de Gastyne
- Musique : Wal-Berg
- Son : Lucien Lacharmoise
- Montage : Paula Neurisse
- Producteur : Alexandre Mnouchkine
- Société de production : Les Films Ariane
- Pays d'origine :  France
- Format : Noir et blanc - 35 mm - 1,37:1 - Son mono
- Genre : Film dramatique, Mélodrame
- Durée : 80 minutes
- Date de sortie : 
  - France, 21 janvier 1946
- Affiche : Constantin Belinsky (France)

## Distribution
- Edwige Feuillère : Ariane, une femme pour laquelle un peintre tuberculeux se meurt d'amour et qui n'est en fait qu'une aventurière internationale
- Jacques Berthier : Bernard Fleuret, un peintre tuberculeux qui est tombé amoureux d'elle
- Georges Lannes : Miguel Brennan
- Germaine Kerjean : Madame Levallois
- Jean Debucourt : Jean Mareil, un escroc d'envergure, l'associé d'Ariane
- Margo Lion : l'infirmière
- Marguerite Deval : la marquise, une vieille dame guérie depuis des années mais qui demeure toujours au sanatorium
- Maurice Nasil : Jacquelin
- Pierre Juvenet : le docteur Monnier, le médecin-chef du sanatorium
- Germaine Michel : la patronne de l'auberge
- Christian Alers
- Jacqueline Cartier
- Henry Houry
- Léon Walther
- Fernand Rauzéna
- Paul Temps
- Émile Mylo
- Marcelle Duval